# Guîtres
Guîtres är en kommun i departementet Gironde i regionen Nouvelle-Aquitaine i sydvästra Frankrike. Kommunen ligger i kantonen Guîtres som tillhör arrondissementet Libourne. År 2022 hade Guîtres 1 637 invånare.

## Befolkningsutveckling
Antalet invånare i kommunen Guîtres
Referens:INSEE